# Ridge Racer 64
Ridge Racer 64 (w wersji na konsolę Nintendo DS wydana pod tytułem Ridge Racer DS) – gra komputerowa wyprodukowana przez Nintendo Software Technology, wydana przez Namco Limited na konsolę Nintendo 64, w Stanach Zjednoczonych 14 lutego 2000, w Europie 4 lipca 2000 roku.

## Rozgrywka
Ridge Racer 64 jest grą wyścigową z serii Ridge Racer. W grze zawarto trzy trasy, każda ma trzy odmiany, 25 samochodów; każdy ma inną moc i prędkość.
W 2004 roku grę wydano pod tytułem Ridge Racer DS na konsolę Nintendo DS. W grze wprowadzono wiele poprawek. Grafika jest w pełni trójwymiarowa, animacja działa w 60 klatkach na sekundę.